# Skandinaviska Enskilda Banken
«Скандина́виска Э́ншильда ба́анкен» (швед. Skandinaviska Enskilda Banken (SEB Group)) — один из крупнейших банков Швеции. Является основной составляющей SEB Group. Штаб-квартира — в Стокгольме. Входит в сотню крупнейших банков мира.

## История
Образован в 1972 году в результате слияния банков Stockholms Enskilda Bank (основан в 1856 году) и Skandinaviska Banken (основан в 1864 году). Причины слияния включали создание банка, более подходящего для обслуживания корпоративных клиентов и отражения конкуренции со стороны крупных международных банков.
SEB приобрёл шведскую страховую компанию Trygg-Hansa в 1997 году и интегрировал свою деятельность по страхованию жизни.
В 1998 году банк сменил логотип и торговую марку с SE-Banken на SEB.
В конце того же года SEB купил первые акции трёх балтийских банков: Eesti Ühispank (Эстония), Latvijas Unibank (Латвия) и Vilniaus Bankas (Литва). В 2000 году SEB приобрёл немецкий Bank für Gemeinwirtschaft (BfG) и оставшиеся части трёх балтийских банков.
В начале 2001 года компания объявила о планах слияния с FöreningsSparbanken (ныне Swedbank), которое было отменено, когда Европейская комиссия потребовала больших уступок для его одобрения.
После нескольких лет низкой прибыльности SEB продал свои розничные банковские операции в Германии испанскому Banco Santander в январе 2011 года.
SEB продал свои розничные банковские операции в Украине группе Eurobank в июне 2012 года.

## Собственники и руководство
Банк контролируется шведским семейством Валленбергов.
Председатель совета директоров — Маркус Валленберг (Marcus Wallenberg), управляющий директор и президент — Анника Фалькенгрен (Annika Falkengren).

## Деятельность
Банк ведёт деятельность, помимо стран Скандинавии, в Польше, на Украине, в странах Балтии. SEB осуществляет розничные операции, занимается управлением активами. Банку принадлежит платёжная система Eurocard (работает в стратегическом альянсе с MasterCard), также банк имеет значительные операции в сфере страхования жизни.
В Швеции и странах Балтии SEB является универсальным банком, предлагающим финансовые консультации и широкий спектр финансовых услуг для всех сегментов клиентов. В Дании, Финляндии, Норвегии и Германии операции банка сосредоточены на предоставлении полного спектра услуг корпоративным и институциональным клиентам. SEB также имеет филиалы или представительства в Нью-Йорке, Сан-Паулу, Лондоне, Люксембурге, Женеве, Варшаве, Москве, Санкт-Петербурге, Киеве, Пекине, Шанхае, Гонконге, Сингапуре и Нью-Дели.
Численность персонала SEB Group на 2009 год составляла 21,6 тыс. человек. На 2009 год объём активов Skandinaviska Enskilda Banken составлял 1595,9 млрд шведских крон (годом ранее — 1708,5 шведских крон), чистая прибыль за 2009 год — 6,96 млрд шведских крон (за 2008 год — 8,22 млрд шведских крон). Активы всей SEB Group на эту дату составили 2308,2 млрд шведских крон, чистая прибыль — 1,18 млрд шведских крон.
SEB обслуживает 3100 корпоративных и институциональных клиентов, 400 тысяч малых и средних предприятий (МСП) и более 4 миллионов физических лиц. Активы SEB Group на конец 2020 года составили 3,04 трлн шведских крон, из них 1,77 трлн пришлось на выданные кредиты (из них 576 млрд ипотечные); принятые депозиты составили 1,37 трлн (из них 888 млрд корпоративные). Активы Skandinaviska Enskilda Banken по отдельности составили 2,5 трлн крон. Из выручки 49,7 млрд крон 25,1 млрд составил чистый процентный доход, 18,1 млрд — комиссионный доход.
Группа СЕБ работает через пять подразделений:
- Крупные корпорации и финансовые учреждения — выручка 21,8 млрд крон, активы 1,93 трлн крон;
- Корпоративные и частные клиенты — выручка 17,7 млрд крон, активы 944 млрд крон;
- Управление инвестициями и корпоративный центр — выручка 2,3 млрд крон, активы 2,63 трлн
- Балтика — выручка 5 млрд крон, активы 212 млрд крон;
- Страхование жизни — выручка 3,1 млрд крон, активы 382 млрд крон[1].

По размеру активов основным рынком является Швеция (2,73 трлн из 3,4 трлн на 2020 год), далее следуют США (194 млрд крон), Дания (185 млрд), Финляндия (178 млрд), Норвегия (170 млрд), Литва (104 млрд), Великобритания (95 млрд), Ирландия (87 млрд), Эстония (71 млрд), Германия (55 млрд), Латвия (44 млрд), Люксембург (43 млрд), Сингапур (22 млрд), КНР (20 млрд), Россия (8 млрд), Польша (7 млрд), Гонконг (4 млрд), Украина (1 млрд).

### Россия
В начале февраля 2006 года банком SEB был приобретён российский Петроэнергобанк (Санкт-Петербург). На 2010 год SEB Group представлена в России ОАО «СЭБ Банк» (преобразованным из Петроэнергобанка) и ЗАО «СЭБ Лизинг».

### Украина
В начале 2005 года SEB купила у Станислава Аржевитина 94 % банка «Ажио» за $27,5 млн. В 2006 году он был переименован в «СЕБ Банк».
В 2007 году SEB купила у Анатолия Гиршфельда «Факториал-Банк» за $100 млн. В 2009 году он был присоединён к «СЕБ Банку».
В 2012 году SEB продала свой розничный «SEB Банк» Александру Адаричу, однако продолжила свою дальнейшую деятельность в стране через другой банк, специализирующийся на обслуживании корпоративных клиентов, для чего в марте 2012 года купила новосозданный Акцепт Банк, переименовав его позднее в СЕБ Корпоративный банк.